# Stork bibliotheek
De Stork bibliotheek aan de Vondelstraat in de Overijsselse stad Hengelo is in 1929 gebouwd als openbare bibliotheek. Het is een gemeentelijk monument.

## Geschiedenis
Het gebouw verrees in opdracht van Coenraad Frederik Stork (1865-1934), zoon van industrieel Charles Theodorus Stork, en diens vrouw Helena Albertina Waller. Zij stelden 50.000 gulden beschikbaar om te komen tot een Openbare Leeszaal en Bibliotheek. Deze bibliotheek werd in 1919 geopend in een van de gebouwen van de Stork-fabrieken. Na overleg met de gemeente over de plaats van de uiteindelijke bibliotheek viel de keus op dit terrein, een middeling tussen het voorstel van Stork (Tuindorp) en die gemeente (het centrum). 
Architect Anton Karel Beudt, die ook betrokken was bij de bouw in Tuindorp, kreeg de opdracht het bibliotheekgebouw te ontwerpen. Hij ontwierp een gebouw in de stijl van de Amsterdamse School, het overvloedig gebruik van (halfsteens) baksteen en de betonnen randen zijn daar een uitdrukking van. Het verdiepingloze gebouw bestaat uit twee vleugels. De ingang wordt gekenmerkt door terugliggende deuren tussen lisenen. Onder de daklint bevindt zich een rij (relatief kleine) ramen. 
De aanbesteding vond plaats in februari 1929; het gebouw zou gebouwd worden voor een prijs van 37.000 gulden. Op 31 mei 1930 kon de zaal geopend worden in aanwezigheid van de heer Stork (die in de loop van het traject steeds geld bijstortte) en gemeentebestuurders, die de grond in erfpacht beschikbaar hadden gesteld. Burgemeester Gerrit Jansen verrichtte de opening door de sleutel in het slot te steken. Overigens had het gebouw toen nog een voortuin.

## Gebruik

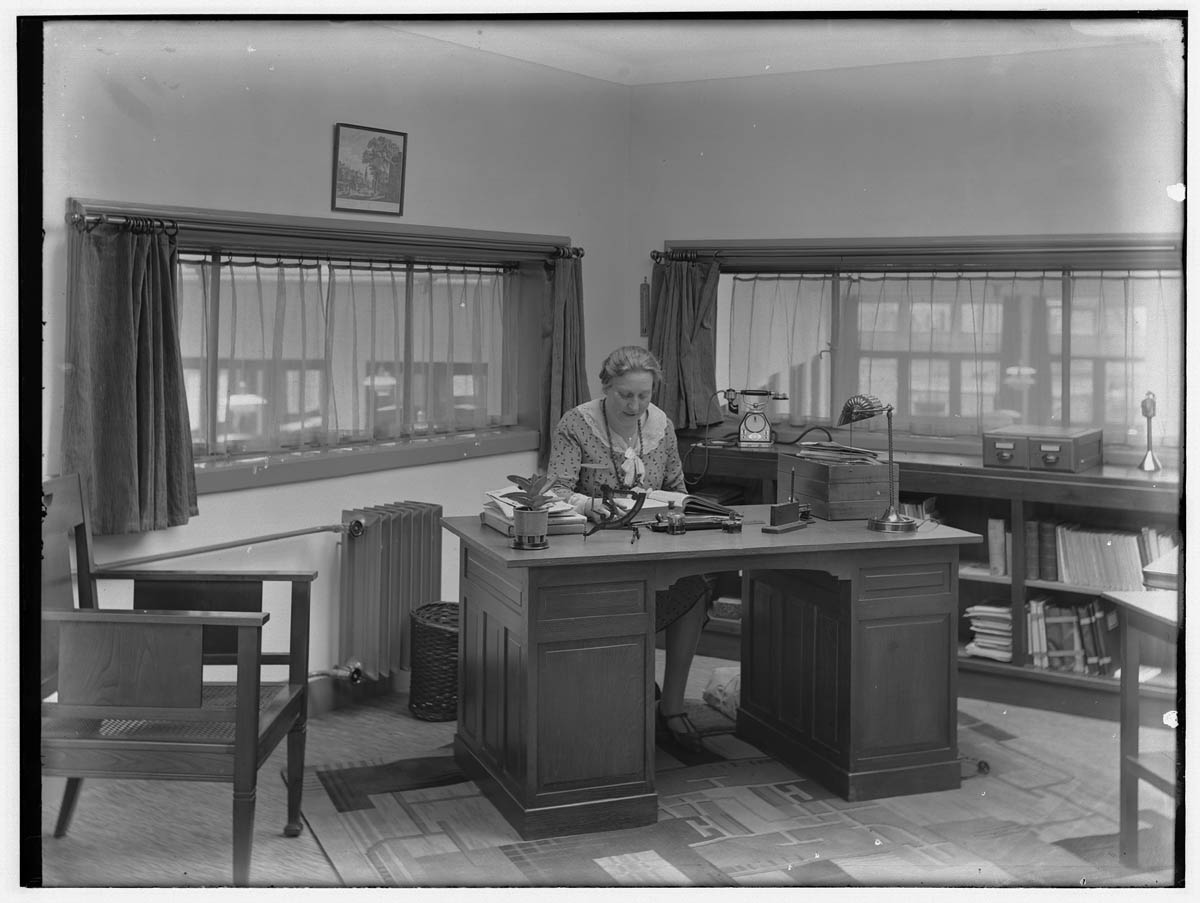
Mej. C. Salomons, de eerste directrice van de bibliotheek in de Vondelstraat

Gebruiker van het gebouw was vanaf de oplevering in 1930 tot 1986 Bibliotheek Hengelo. Van 1986 tot 2014 was er het kerkgenootschap Bethel Pinksterkerk Nederland afdeling Hengelo gevestigd. Daarna stond het leeg en ging de eigenaar op zoek naar een nieuwe bestemming. Hengeloërs konden daartoe ideeën aanleveren; die varieerden van zorgcentrum, opleidingscentrum, woonoord tot aan een bibliotheek van de verzameling van Techniekmuseum Heim. Er werd door de gemeente een haalbaarheidsonderzoek gestart naar verbouw tot woningen of cultureel centrum.

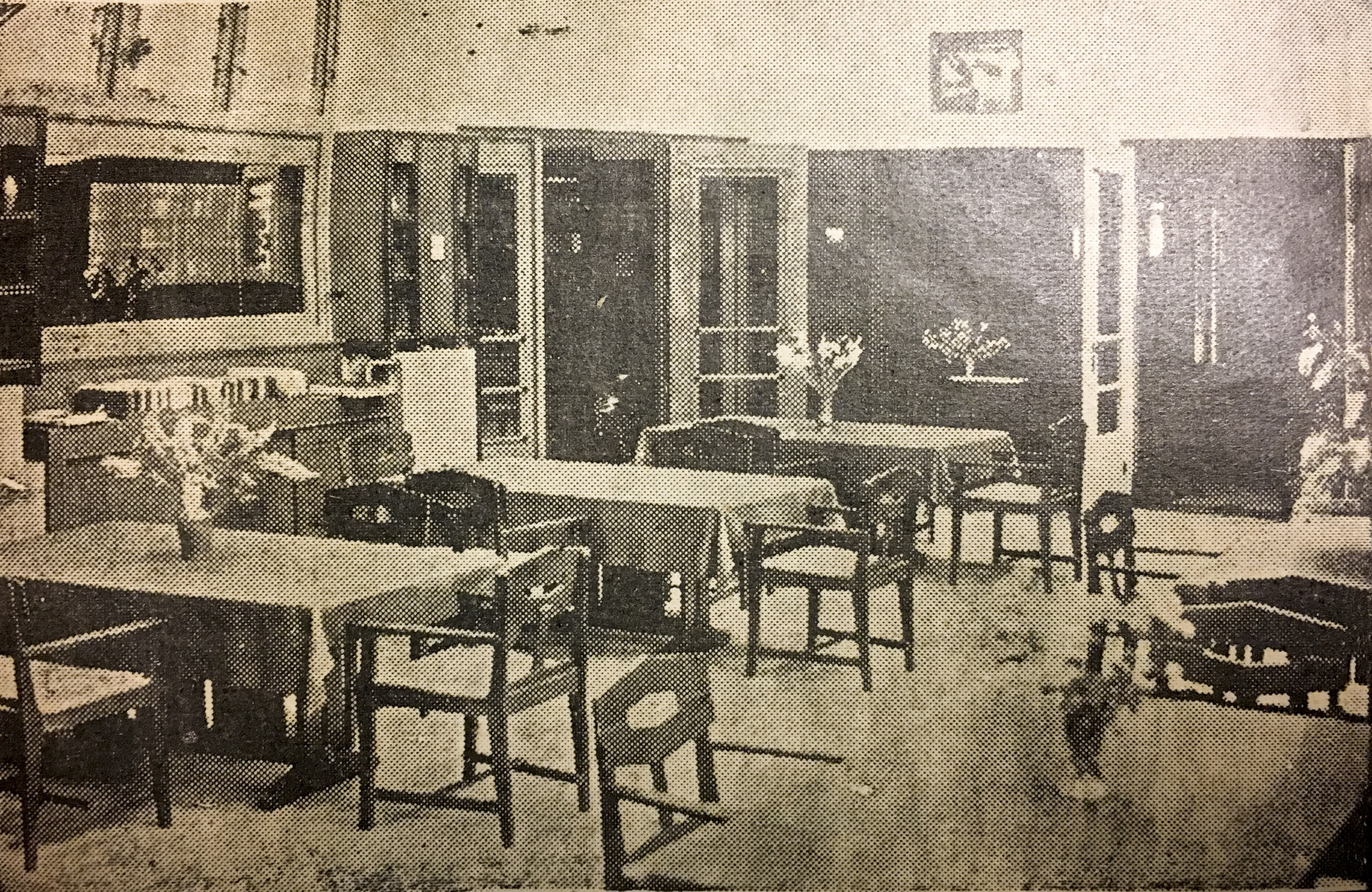
De kinderleeszaal in de Bibliotheek aan de Vondelstraat. Juni 1930